# 마이노스
마이노스(Minos, 본명: 최민호, 1983년 2월 17일 ~ )는 대한민국의 래퍼이다. 1999년에 결성된 Virus의 멤버로 힙합 씬에 데뷔하였으며, Eluphant, Soulman & Minos, 마이노스 인 뉴올 등의 프로젝트 그룹을 거치며 활발한 활동을 펼치고 있다. 이중 Eluphant와 Noise Mob은 정식 팀으로 변하여 현재 그의 소속 팀이다. 레이블은 Standart이며, 크루로 Speakin' Trumpet, 불한당에 소속되어 있다.
Minos는 민호에서 미노였다가, 마이노스로 변천되는 식의 변형을 거쳐 지어진 예명이다.
동안이다.

## 바이오그래피

### Virus 멤버 시기의 활동
1983년 대구광역시에서 태어난 Minos는, 고등학교 2학년 때 친구들과 팀 Virus을 결성하여, 2000년 1월 대구의 힙합 클럽 HEAVY에서 공연을 시작하면서 힙합씬에 뛰어들었다. 이들의 활동은 HEAVY 클럽의 정기 공연 Hiphop Train이 중심이 되었으며, 곧 Fade Out: Stolen Moment, 삼류시인의 시 등의 곡으로 매니아층을 키워나갔다. Virus가 처음으로 참여한 공식 앨범은 2000년 대구에서 발매된 컴필레이션 앨범인 Tha Beatz였다. 이 앨범은 결성 당시 Virus의 세 번째 멤버였던 GMC의 목소리가 유일하게 담긴 앨범이기도 하다.
대구에서 공연을 계속해가던 Virus는, 2dr의 눈에 띄면서 당시 시작 단계에 있던 신의의지와 계약을 맺고, 2003년 첫 EP를 발매하였다. 이 앨범은 당시에 한국 언더그라운드에 많던 철학적이고 시적인 표현의 가사와 반대로, "이야기꾼"의 컨셉으로 일상적인 얘기를 편안하게 풀어내 좋은 반응을 이끌어냈다. 앨범이 나온 직후 Minos는 군대에 입대하여 활동이 당분간 그쳤으나, 신의의지 컴필레이션 앨범 People & Places vol.1에 동화 같은 이야기라는 솔로곡으로 참여하였다.

### 솔로 활동
2005년 중반에 제대를 한 Minos는 화나, Mild Beats 앨범 등에 참여하면서 컴백하였고, 2006년 초 Kebee와의 프로젝트 팀 Eluphant를 조직하여 앨범을 발매하였다. 그 후로 Minos는 2006년 한 해를 다양한 앨범에 피쳐링을 하면서 활발한 활동을 펼쳤으며, 여러 관심을 받으며 절판된 Virus의 EP가 재발매되기도 하였다. 또 2006년 말부터는 Mushroom Cloud와 앨범 계약을 맺으면서, 전(前) Soulciety의 멤버 Soulman과 프로젝트 그룹 Soulman & Minos의 앨범을 제작하기도 하였다. 이 앨범은 2007년 초에 발매되었다.
한편 Mecca가 학업으로 인해 힙합 활동을 잠정적으로 중단하면서 Virus도 활동 중단에 들어갔고, 그에 따라 Minos의 솔로 활동은 더 활발하게 이어졌다. 2007년 2월에는 넋업사니와 함께 힙합플레이야 라디오 Chocolate Sounds를 진행하였으며, Elcue, Homeboy Show 앨범 등 다양한 앨범에 참여하였다. 또 제대 이후부터 계획해온 솔로 앨범 Ugly Talkin'은 2008년 2월에 발표되었다. 이 앨범은 마스터플랜과의 앨범 계약을 통해 나온 앨범으로 화제를 모았으며, 또한 신생 크루 Speakin' Trumpet의 시작을 알리는 시발점이기도 하였다.
2009년 Minos는 다음 앨범 준비와 함께, Dynamite, 에픽 하이, Kebee 앨범 참여 등 활발한 피쳐링 활동을 이어갔며, 10월까지 힙플라디오 DJ도 이어갔다. 또 7월에는 Artisan Beats와의 프로젝트 앨범을 발표, 30번째 힙플 쇼의 주인공이 되기도 하였다. Minos는 Artisan Beats와의 프로젝트가 다음 정규 앨범에서는 정식 이름을 가지고 나와 팀으로써 활동할 것이라고 밝혔으나 이 팀은 무산되었다.

### 2010년 이후
2010년 1월 그는 비트메이커 Nuol과 함께 프로젝트 팀 "Minos in Nuol"을 결성, 앨범을 발표하여 활동하였다. 이 프로젝트 팀은 힙합플레이야에 의해 2010년 1월의 아티스트로 선정되었다. 2011년 초 그는 Soul Company의 디지털 싱글 Still a Team 수록곡 Teamworks에 참여한 것이 있다. 이때문에 그가 Soul Company에 영입되는 것이 아니냐는 소문이 돌았는데, 실제로 3월 중순 그의 Soul Company 입단이 기사화되었다. 이와 함께 이루펀트가 정식 팀으로 변하였고, 4월에 두 번째 앨범을 발표하였다.
한편, 그는 한국 콘서바토리에서 운영하는 음악 교육원 FnC 아카데미에서 랩/보컬 교수진에 합류하여 학생들을 가르치고 있다. 소울 컴퍼니의 해체가 결정된 이후 그는 키비와 함께 신생 레이블 Standart에 합류하였다. 여기서 첫 활동으로 그는 RHYME-A-과 그룹 Noise Mob을 결성하였다. Noise Mob의 활동은 4월 싱글 Go MOBDay로 시작되었다. 한편 4월에는 새로이 만들어진 크루 불한당의 소속 멤버인 것이 공개되어 화제가 되었다. 이후 한동안 마이노스의 활동은 Noise Mob의 일원으로써였으나, 2013년 말 RHYME-A-이 Standart에서 탈퇴하면서 Noise Mob은 활동이 중단되고, 대신 소집 해제된 키비와 함께 이루펀트 활동을 재개하였다.
대표곡: 동화 같은 이야기, 바보닥터, Breath Fire

## 디스코그래피
- 2008년 Ugly Talkin' LP

### 합작 앨범
- 2009년 Artisan Beats & Minos - The Lost Files LP
- 2013년 JC지은 & Minos - Little Boy 디지털 싱글

## 팀 활동

### Virus
Minos의 데뷔가 이루어진 팀으로, Mecca와 활동하였다. 1999년 결성 후 대략 2006년까지 활동이 이어졌으며 현재는 활동 중단 상태이다. 2003년 발매된 한 장의 EP 앨범이 있으며, 이 앨범은 2006년 재발매되었다.

### Eluphant
소울 컴퍼니의 Kebee와 함께 이룬 프로젝트 앨범, "Eluphant Bakery"로 2006년에 모습을 드러냈다. 코끼리 공장의 해피엔드 : 졸업식 등의 곡을 타이틀곡으로 활동하였으며, 스타일은 Minos가 이전에 보여주었던 "이야기꾼"으로써의 모습과 이어지는, 편안한 스토리텔링이 담긴 음악을 지향하였다. 한 장의 앨범 발매 이후 공식적인 활동은 길게 이어지진 않았으나 둘은 계속해서 콜라보를 하고 있다. 2011년에는 Soul Company 입단과 함께 정식 팀으로 거듭났으며, 두 번째 앨범, "Man on the Earth"를 그해 여름에 발매했다. 이후 소울컴퍼니가 해체되었으나 Kebee와 마이노스가 둘 다 Standart로 소속을 옮기면서 이루펀트 역시 유지될 것으로 보이며, 현재는 후속 앨범 Man on the Moon을 준비 중이다.

### Soulman & Minos
Mushroom Cloud 소속으로써 발표한 프로젝트 팀으로, 전 Soulciety의 멤버 Soulman과 함께 한 합작이다. 이전과의 모습과는 다르게 진한 R&B 적인 색깔을 띄고 냈으며 음악들의 색깔도 이전 것들에 비해 차분하고 어두운 쪽이 많았다.

### Artisan Beats & Minos
비트메이커인 Artisan Beats와 결성한 팀으로, 힙플라디오에서 마이노스는 Eluphant보다 이 팀이 먼저 결성되었으나 여러 사정으로 지연되었다고 하였다. 앨범은 2009년에 나왔으며, 시작은 프로젝트 팀이었으나 정식 팀으로써 활동할 계획도 있다고 힙플라디오에서 마이노스가 발표하였다. 그러나 2012년까지 후속 앨범은 나오지 않았으며 아마 이루펀트로 마이노스가 소속을 옮기면서 무산되었을 것이란 추측이 강하다.

### Minos in Nuol
프로듀서 뉴올과 결성한 프로젝트 팀으로, 뉴올에게는 Koonta in Nuoliunce에 이어 두 번째 프로젝트 팀이다. 2009년의 마지막 날에 프로젝트를 발표하였으며 그 다음 달 Humanoid / Hypnotica를 발표하였다.

### Noise Mob
새로운 레이블 Standart에 둥지를 틀면서 RHYME-A-과 결성한 프로젝트 팀으로, Standart의 첫 공식 활동으로 기대를 모았다. 이들의 활동은 2012년 4월 싱글 Go MOBDay와 같은 달에 나온 미니 앨범으로 시작되었다. 이들은 2012~2013년 특히 활발한 활동을 펼치며 세 장의 디지털 싱글과 한 장의 미니 앨범을 발표하였으나 2013년 겨울 RHYME-A-이 Standart에서 탈퇴하면서 활동 중지에 들어갔다.

## 출연 작품

### 방송
- 2016년 ~ 2017년 JTBC 《힙합의 민족 2》
- 2019년 TV조선 《아내의 맛》 41회 VCR 출연 (양미라 & 정신욱 부부 편)
- 2019년 MBC Every 1 《대한외국인》 게스트 (33회)
- 2022년 MBC 《방과후 설렘》

## 이슈

### Carry Diamond로 부터의 디스
2010년 9월, Carry Diamond는 Minos를 디스하는 랩을 발표하였다. 이 트랙은 New Champ의 새로 나오는 믹스테입에 수록될 Salute라는 곡에 Carry Diamond가 피쳐링하는 것으로, 9월 24일, 앨범 발표에 앞서 New Champ의 미니홈피를 통해 선공개되었다. Carry Diamond의 가사에는 Minos가 자신에게 개인적으로 모욕적인 언행을 했다는 걸 암시하는 내용이 들어있었으며, 강렬한 랩으로 이슈를 불러모았다. 26일, Minos는 개인 트위터를 통해 이전에 했던 인사가 오해를 산 거 같다며 그 후로 "인사도 반갑게 나눴었으면서 왜 뜬금 없이 이러셨을까요"라는 글을 올려 아쉬움을 드러냈다. 그 다음날, Carry Diamond가 Minos와 전화 통화를 통해 오해를 풀었다고 글을 남겨 이 사건은 마무리 지어졌다.